# Raiffeisenbank Steingaden
Die Raiffeisenbank Steingaden eG ist eine Genossenschaftsbank mit Sitz in der bayerischen Gemeinde Steingaden im Landkreis Weilheim-Schongau.

## Geschichte
Die am 28. April 1895 gegründete heutige Raiffeisenbank Steingaden eG mit dem Sitz in Steingaden fusionierte letztmals im Jahr 1992 mit der Raiffeisenbank Rottenbuch eG mit dem Sitz in Rottenbuch und der Raiffeisenbank Wildsteig eG mit dem Sitz in Wildsteig.

## Rechtsverhältnisse
Die Raiffeisenbank Steingaden eG ist im Genossenschaftsregister beim Amtsgericht München unter GnR 2402 eingetragen.

## Organisationsstruktur
Rechtsgrundlagen sind das Genossenschaftsgesetz und die durch die Generalversammlung beschlossene Satzung. Organe der Bank sind der Vorstand, der Aufsichtsrat und die Generalversammlung.

## Sicherungseinrichtung
Die Raiffeisenbank Steingaden eG ist der amtlich anerkannten Sicherungseinrichtung des Bundesverbandes der Deutschen Volksbanken und Raiffeisenbanken GmbH und der zusätzlichen freiwilligen Sicherungseinrichtung des Bundesverbandes der Deutschen Volksbanken und Raiffeisenbanken e.V. angeschlossen.

## Geschäftsausrichtung
Die Raiffeisenbank Steingaden eG betreibt das Universalbankgeschäft. Im Verbundgeschäft arbeitet sie mit der DZ Bank, R+V Versicherung, Bausparkasse Schwäbisch Hall, Teambank, VR Leasing, DZ Hyp und der Union Investment zusammen.

## Geschäftsgebiet
Das Geschäftsgebiet liegt im Westen des Landkreises Weilheim-Schongau, im Osten des Landkreises Ostallgäu sowie im Nordosten des Landkreises Garmisch-Partenkirchen.
An diesen Orten betreibt die Bank Filialen:
- Steingaden (Hauptstelle, jur. Sitz)
- Prem (Geschäftsstelle)
- Böbing (Geschäftsstelle)
- Lechbruck am See (Geschäftsstelle)
- Wildsteig (Geschäftsstelle)
- Bad Bayersoien (Geschäftsstelle)

Daneben werden noch zwei Lagerhäuser in Steingaden und Böbing betrieben. 